# اولی بیودو
اولی بیودو (انگلیسی: Oli Beaudoin؛ زادهٔ ۲۹ ژوئن ۱۹۸۴) موسیقی‌دان، طبل‌زن و تهیه‌کننده اهل کانادا است. وی از سال ۲۰۰۰ میلادی تاکنون مشغول فعالیت بوده است.